# 蘇珊娜·瑪夏特·瓊斯
蘇珊娜·瑪夏特·瓊斯（英語：Susannah Mushatt Jones，1899年7月6日—2016年5月12日）是一名美国超級人瑞，終年116歲311天。她收到了美國眾議院和亚拉巴马州众议院送來的禮物表彰她“生存了三個世紀，成就了非凡的一生。”她去世後，意大利人瑞艾瑪·莫拉諾成為在世最年長者紀錄保持人，兩人為出生於1890年代的最後在世者。

## 生平
蘇珊娜·馬斯哈特在1899年7月6日生於朗兹县，她是父母11個孩子中排行老三，也是最年長的女兒。馬斯哈特的家庭是非裔美國人和佃農，他們三代都在同一田地耕種（她的祖母是一個奴隸，並活了84歲）。馬斯哈特家族宣稱其擁有美國原住民血統。馬斯哈特自幼務農，但她決心擺脫這種艱辛的生活。1922年3月4日，馬斯哈特高中畢業；根據高中畢業名冊記載，她在學校時研修「法國的黑人音樂」這一科。畢業後，馬斯哈特立志成為教師，並被塔斯基吉大學師範科錄取。但由馬斯哈特的家人無力替她支付學費，因此她於1923年到紐約哈莱姆文艺复兴擔任初級助教。
馬斯哈特在1928年與亨利·瓊斯結婚，其後於1933年離婚。她在2011年透露「我不知道他做甚麼工作」。瓊斯沒有孩子，後來她在富裕的家庭擔任保姆，一週賺取7美元的薪金。在這時候，瓊斯支持她的家人遷至紐約。瓊斯將她部份的積蓄用於參與卡爾霍恩學校（一間書院專門給非裔美國兒童報讀）的建設。30年內，瓊斯在那間學校經常出現。1965年，瓊斯退休後和她的侄女一起居住。瓊斯替她的侄女照顧她的嬰兒孩子。瓊斯在過世時，她有超過100個侄女。

## 健康、習慣和生活方式
瓊斯是一名失明人士且患有部分失聰；她不能說太多話且使用輪椅。瓊斯只需要使用高血壓藥物和一瓶多重維生素。在100歲時，瓊斯成為法律上的失明人士。瓊斯拒絶承認自己曾經接受白内障手術、使用起搏器以及承認自己沒有做過乳房攝影術和大腸鏡檢查。瓊斯需要一年三至四次和一名初級保健醫生會面。瓊斯從不吸煙及酗酒，她每天睡10個小時且每天都會打盹兒。瓊斯會以四片煙肉、炒雞蛋和糝作為她的早餐，而且每天都保持這個習慣。

## 晚年及去世
瓊斯人生中的最後五年在布魯克林區渡過。112歲生日時，瓊斯收到了來自時任紐約市長邁克爾·布隆伯格和紐約州長安德魯·庫默的禮物。慶祝後，瓊斯說道：「我希望我時刻都會喜歡它（禮物）」。在113歲生日時，瓊斯被查理斯·拜恩護送。
瓊斯過了6天才慶祝自己的114歲生日，她的家人，親友和布魯克林區律師查理斯·海因斯學習她的長壽秘訣。115歲生日時，瓊斯的其中一位侄女路易斯·約卓告訴WABC-TV瓊斯「容易疲累，但今天對她來說是個好日子」不過瓊斯在生日會上沒有說話。瓊斯的玄侄女——同名為蘇珊娜的嬰兒亦在場。
傑拉琳·塔利過世後，瓊斯以115岁346天之齡成為在世最年長者和最後2位生於1890年代的人（另一位為義大利超級人瑞艾瑪·莫拉諾）。2015年7月3日，瓊斯的年齡被金氏世界紀錄認證，正式成為「世界上最年長人士」。
2016年5月12日，瓊斯在睡夢中安詳離世，享嵩壽116岁311天。隨着瓊斯的死，義大利超級人瑞艾瑪·莫拉諾成為在世最年長者，後者亦是最後1位生於1890年代的人，而高蒂·邁克爾遜則成為在世最年長的美國人。